# Чехословацкий корпус

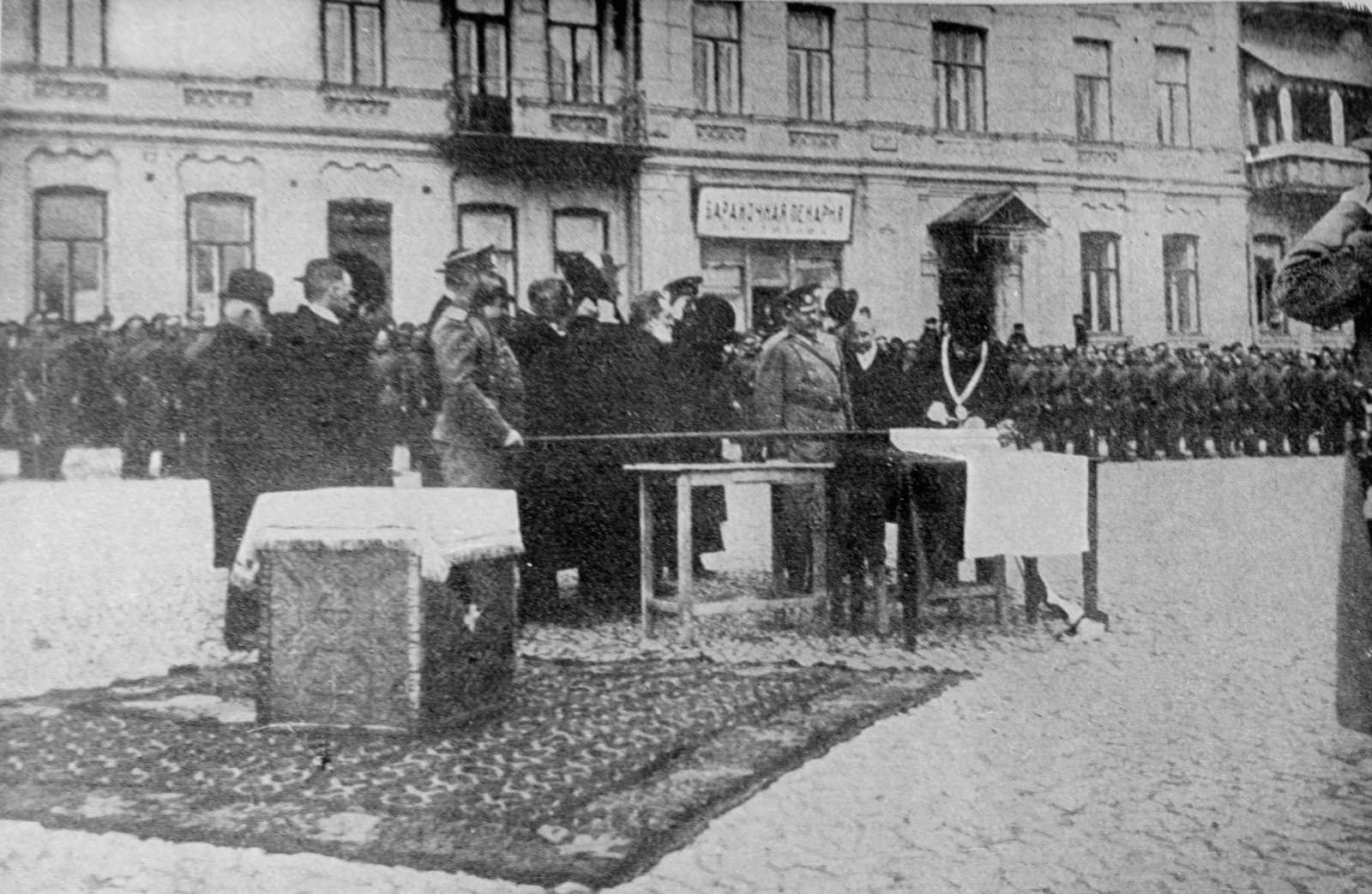
Церемония прибивки полотнища знамени Чешской дружины к древку, 1914 год.

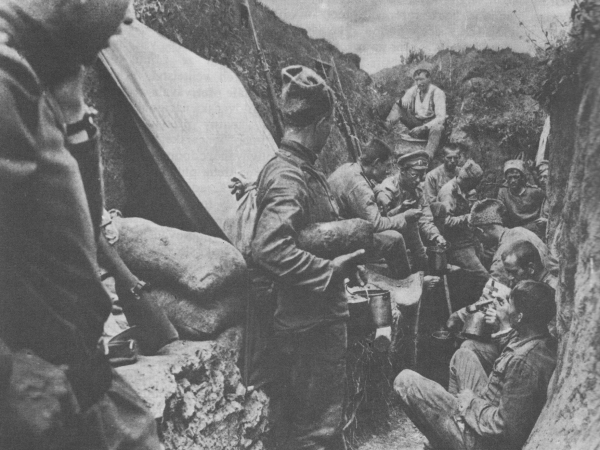
Военнослужащие 7-й роты, 1-го чехословацкого стрелкового полка в окопах под Зборовом, июль 1917 года.

Чехослова́цкий ко́рпус  (Чехословацкий легион) — национальное добровольческое воинское соединение, сформированное в составе Русской армии в годы Первой мировой войны, в основном из чехов и словаков, проживавших на территории Российской империи, и пленных чехов и словаков, бывших военнослужащих австро-венгерской армии, выразивших желание участвовать в войне против Германии и Австро-Венгрии.
На основании декрета французского правительства об организации автономной Чехословацкой армии во Франции Чехословацкий корпус в России с 15 января 1918 года был формально подчинён французскому командованию.
Весной—летом 1918 года корпус оказался втянут в вооружённый конфликт с большевиками. Мятеж чехословаков в Поволжье, на Урале, в Сибири и на Дальнем Востоке создал благоприятную ситуацию для ликвидации советских органов власти, образования антибольшевистских правительств (Комитет членов Учредительного собрания, Временное Сибирское правительство, позднее — Временное Всероссийское правительство, затем реорганизованное в Российское правительство) и начала широкомасштабных боевых действий на востоке России в рамках Гражданской войны.

## История
Начало Первой мировой войны привело к активизации чешского и словацкого национального движения, сторонники которого стремились к самостоятельности славянских территорий, входивших в состав Австро-Венгрии. Отражением этих устремлений среди многочисленных чешских иммигрантов, проживавших в России, стали демонстрации в знак лояльности к России и Сербии, организованные в первые же дни войны в ряде городов России.
Уже 25 июля 1914 года, в день официального объявления войны, «Чешский национальный комитет» (ЧНК), объединявший чехов-колонистов в Российской империи, принял обращение к императору Николаю II, в котором отмечалось: «На русских чехов падает обязанность отдать свои силы на освобождение нашей родины и быть бок о бок с русскими братьями-богатырями…».
Решение о создании чешских добровольческих воинских формирований для участия в войне на стороне России было принято на антиавстрийской манифестации в Киеве, а проект был подан в правительство созданным в ходе манифестации Киевским чешским комитетом. 30 июля Совет министров Российской империи, поддержав эту инициативу, принял решение о сформировании Чешской дружины. 28 сентября в Киеве состоялось торжественные прибивка и освящение её знамени и уже в октябре 1914 года она выступила на фронт, где в составе 3-й армии генерала Радко-Дмитриева участвовала в Галицийской битве.
В составе российской армии чехословацкие национальные формирования действовали исключительно под командованием русских офицеров. С марта 1915 года Верховный главнокомандующий великий князь Николай Николаевич разрешил принимать в ряды дружины чехов и словаков из числа пленных и перебежчиков — бывших военнослужащих австро-венгерской армии. В результате к концу 1915 года Дружина, под руководством В. П. Троянова, была развёрнута в формирование вида полк — Первый чехословацкий стрелковый полк имени Святого Вацлава штатной численностью около 2100 человек (позднее, в 1917 году, по наущению полковника Константина Мамонтова, во время визита Т. Г. Масарика полк был переименован в Первый чехословацкий стрелковый полк имени Яна Гуса).
Тем временем в феврале 1916 года в Париже образовался Чехословацкий национальный совет (ЧСНС). Его руководители (Томаш Масарик, Йозеф Дюрих, Милан Штефаник, Эдвард Бенеш) продвигали идею создания самостоятельного чехословацкого государства и предпринимали активнейшие усилия с целью получить согласие государств Антанты на сформирование самостоятельной добровольческой чехословацкой армии. ЧСНС официально подчинил себе все чешские воинские формирования, действовавшие против Центральных держав на Восточном и Западном фронтах. В России начал работу «Союз чехословацких обществ».
Весной 1916 года в Русской армии формируется Второй чехословацкий полк. В середине апреля генерал Алексеев уже разрешил формирование стрелковой бригады, и к концу 1916 года создаётся Чехословацкая стрелковая бригада (Československá střelecká brigáda) в составе трёх полков, численностью около 3,5 тысяч офицеров и нижних чинов, под командованием полковника В. П. Троянова.

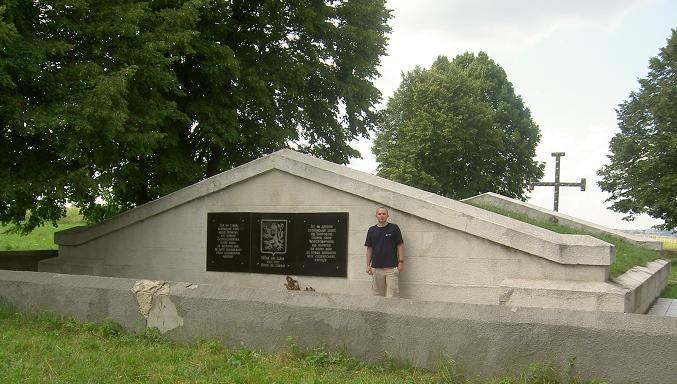
Мемориал павшим под Зборовом чехословацким легионерам, село Калиновка, Украина

Февральская революция не изменила отношения российского правительства к чехословацким добровольцам (легионерам) — скорее наоборот. Чехословацкий национальный совет создал своё отделение в России, которое было признано Временным правительством в качестве единственного представителя чехов и словаков в России.
В июньском наступлении Русской армии в Галиции, где Чехословацкая бригада впервые участвовала как самостоятельная оперативная единица, она прорвала фронт в районе Зборова, взяла около 6000 пленных и 15 орудий, потеряв до 150 человек убитыми и до 1000 ранеными из 5000 бывших в строю. Ввод в бой чехословацких частей потряс австро-венгерское командование, и войска 9-го австро-венгерского корпуса были этой же ночью выведены в резерв и сменены 51-м германским корпусом. За этот успех командир бригады был произведён в генерал-майоры.
И Временное правительство, и командование 1-й Гуситской стрелковой дивизии, в которую развернулась Чехословацкая бригада, подчёркивали свою лояльность друг к другу. Успешные действия чехословаков способствовали тому, что чешские политические деятели добились у Временного правительства разрешения на создание более крупных национальных формирований. Новый Верховный главнокомандующий генерал Л. Г. Корнилов 4 июля 1917 года разрешил начать формирование 2-й дивизии, которое шло быстрыми темпами. Были организованы 5-й Пражский, 6-й Ганацкий, 7-й Татранский, 8-й Силезский полки, две инженерные роты, две артиллерийские бригады.
26 сентября 1917 года начальник штаба Ставки Верховного главнокомандующего генерал Н. Н. Духонин подписал приказ о формировании отдельного Чехословацкого корпуса из двух дивизий и запасной бригады как части Русской армии (на тот момент были сформированы лишь две дивизии общей численностью 39 тысяч солдат и офицеров). В состав 1-й Чехословацкой дивизии, в частности, вошёл Корниловский ударный полк, переименованный в Славянский (в его личном составе были представлены чехи, словаки и югославы).
Во всех частях корпуса вводился французский военный дисциплинарный устав и устанавливался «русский командный язык». По просьбе Чехословацкого национального совета (ЧСНС) и лично руководителя российского отделения Томаша Масарика во главе корпуса были поставлены русские генералы: командир генерал-майор В. Н. Шокоров, начальник штаба генерал-майор М. К. Дитерихс. Уполномоченными ЧСНС стали: при корпусе — П. И. Макса, при Ставке Верховного главнокомандующего — Ю. И. Клацанда.

## Чехословацкий корпус и Гражданская война в России

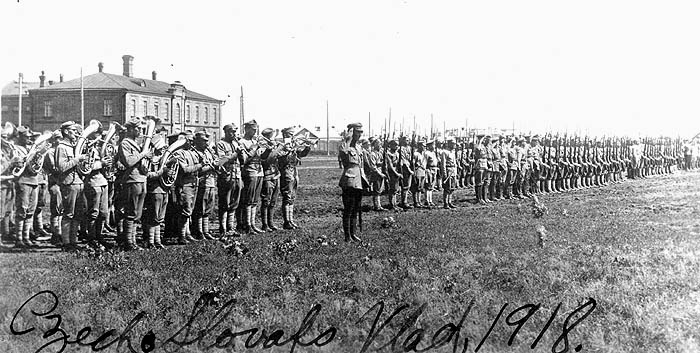
Чехословацкий корпус, 1918 год.

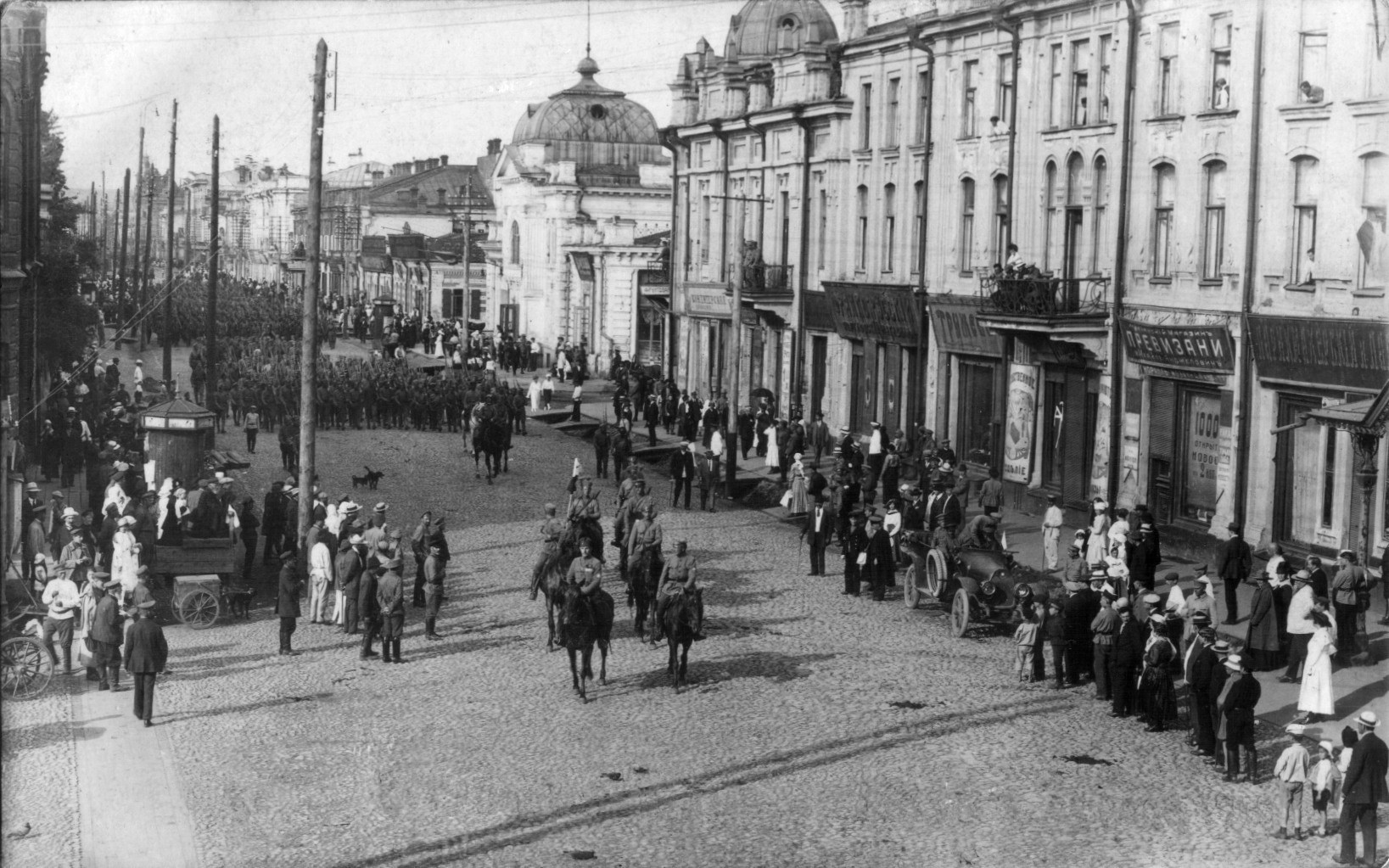
Вступление чехословацких войск в Иркутск, 1918 год.

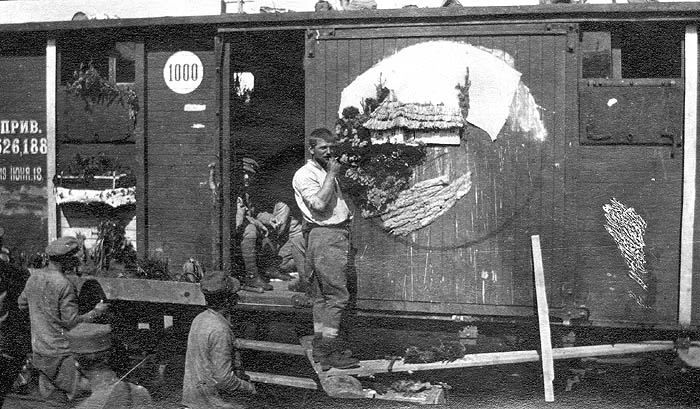
«Казарма» в вагоне-теплушке формирования Чехословацкого корпуса.

Флаг батареи Куликовского в Чехословацком корпусе

Осенью 1917 года Чехословацкий корпус находился на формировании в тылу Юго-Западного фронта на территории Волынской и Полтавской губерний. Октябрьская революция 1917 года и начатые советским правительством переговоры о мире с Центральными державами поставили чехословаков в сложное положение. С получением известия о победе вооружённого восстания большевиков в Петрограде руководство Чехословацкого национального совета заявило о безоговорочной поддержке Временного правительства и заключило соглашение с командованием Киевского военного округа и Юго-Западного фронта о порядке использования чехословацких частей, которое, с одной стороны, подтверждало невмешательство последних в вооружённую борьбу внутри России на стороне какой-либо политической партии, а с другой — провозглашало их стремление «содействовать всеми средствами сохранению всего, что способствует продолжению ведения войны против нашего врага — австро-германцев». 27 октября (9 ноября) это соглашение было доведено до сведения командования 1-й и 2-й чехословацких дивизий, а помощник комиссара Временного правительства при штабе Юго-Западного фронта Н. С. Григорьев распорядился отправить указанные соединения в Киев. 28 октября (10 ноября) они совместно с юнкерами киевских военных училищ участвовали в уличных боях против Красной гвардии. Бои продолжались до заключения между враждующими сторонами перемирия 31 октября (13 ноября).
Тем временем Чехословацкий национальный совет, стремившийся превратить созданный Россией чехословацкий корпус в «иностранное союзническое войско, находящееся на территории России», ходатайствовал перед французским правительством и президентом Пуанкаре о признании всех чехословацких воинских формирований частью французской армии. Представитель ЧСНС, будущий первый президент независимой Чехословакии профессор Томаш Масарик провёл в России целый год, с мая 1917 года по апрель 1918 года: по словам видного деятеля Белого движения генерал-лейтенанта К. В. Сахарова, Масарик вначале связался со всеми «вождями» Февральской революции, после чего «поступил всецело в распоряжение французской военной миссии в России». Сам Масарик в 1920-е годы называл чехословацкий корпус «автономной армией, но в то же время и составной частью французской армии», поскольку «мы зависели в денежном отношении от Франции и от Антанты». Для руководителей чешского национального движения главной целью продолжения участия в войне с Германией было восстановление независимости от Австро-Венгрии. В том же 1917 году совместным решением французского правительства и ЧСНС был сформирован Чехословацкий легион во Франции. Чехословацкий национальный совет признавался единственным верховным органом всех чехословацких военных формирований — это ставило чехословацких легионеров (а теперь они назывались именно так) в России в зависимость от решений Антанты. На основании декрета французского правительства от 19 декабря 1917 года об организации автономной Чехословацкой армии во Франции чехословацкий корпус в России был формально подчинён французскому командованию и получил указание о необходимости отправки во Францию.
Тем не менее, попасть во Францию чехословаки могли лишь через территорию России, где на тот момент повсеместно была установлена советская власть. Чтобы не испортить отношения с советским правительством России, Чехословацкий национальный совет категорически воздерживался от каких-либо действий против него, а потому отказал Центральной раде в помощи против наступавших на неё советских отрядов.
В ходе развернувшегося наступления советских войск на Киев они вошли в соприкосновение с частями 2-й чехословацкой дивизии, находившейся на формировании под Киевом, и Масарик заключил соглашение о нейтралитете с главкомом М. А. Муравьёвым. 26 января (8 февраля) советские войска захватили Киев и установили там советскую власть. 16 февраля Муравьёв сообщил Масарику, что правительство Советской России не имеет возражений против отъезда чехословаков во Францию.
С согласия Масарика в чехословацких частях была разрешена большевистская агитация. Небольшая часть чехословаков (немногим более 200 человек) под влиянием революционных идей вышла из состава корпуса и позднее влилась в состав интернациональных бригад РККА. Сам Масарик, по его словам, отказался принять предложения о сотрудничестве, поступавшие к нему от генералов М. В. Алексеева и Л. Г. Корнилова (генерал Алексеев в начале февраля 1918 года обращался к начальнику французской миссии в Киеве с просьбой дать согласие направить в район Екатеринослав — Александров — Синельниково если не весь чехословацкий корпус, то хотя бы одну дивизию с артиллерией, чтобы создать условия, необходимые для защиты Дона и формирования Добровольческой армии. С такой же просьбой непосредственно к Масарику обращался П. Н. Милюков). В то же время Масарик, по выражению К. В. Сахарова, «прочно связался с левым русским лагерем; помимо Муравьёва, им были укреплены его отношения с рядом революционных деятелей полубольшевицкого типа». Русские офицеры были постепенно удалены с командных должностей, Чешский национальный совет в России пополнился «левыми, ультрасоциалистическими людьми из военнопленных».
Все усилия чехов были направлены на то, чтобы организовать эвакуацию корпуса из России во Францию. Самым коротким маршрутом был морской — через Архангельск и Мурманск, — однако от него отказались из-за страха перед немецкими подводными лодками. Было решено направить легионеров по Транссибирской железной дороге до Владивостока и далее через Тихий океан в Европу.
После начавшегося 18 февраля ввода германо-австрийских войск на территорию Украины 1-я чехословацкая дивизия была в срочном порядке передислоцирована из-под Житомира на Левобережную Украину, где c 7 по 14 марта чехословакам пришлось действовать совместно с советскими войсками, сдерживая натиск немецких дивизий для обеспечения своей эвакуации.
26 марта в Пензе представители СНК РСФСР (Сталин), Чехословацкого национального совета в России и Чехословацкого корпуса подписали соглашение, по которому гарантировалась беспрепятственная отправка чешских подразделений от Пензы к Владивостоку: «…Чехословаки продвигаются не как боевые единицы, а как группа свободных граждан, берущих с собой известное количество оружия для своей самозащиты от покушений со стороны контрреволюционеров… Совет народных комиссаров готов оказать им всякое содействие на территории России при условии их честной и искренней лояльности…». 27 марта в приказе по корпусу № 35 определялся порядок использования этого «известного количества оружия»: «В каждом эшелоне оставить для собственной охраны вооружённую роту численностью в 168 человек, включая унтер-офицеров, и один пулемёт, на каждую винтовку 300, на пулемёт 1200 зарядов. Все остальные винтовки и пулемёты, все орудия должны быть сданы русскому правительству в руки особой комиссии в Пензе, состоящей из трёх представителей чехословацкого войска и трёх представителей советской власти…». Артиллерийское вооружение в основном было передано красногвардейцам ещё при переходе с территории Украины.
В апреле — мае 1918 года соединения чехословаков оказались разделены на 6 групп:
1) Пензенская группа в 8 тыс. человек во главе с поручиком С. Чечеком и его помощниками поручиком Швецом и подпоручиком Воженилеком);
2) челябинская группа (более 8 тыс. человек во главе с подполковником С. Н. Войцеховским);
3) группа капитана Р. Гайды в составе полутора батальонов 7-го Татранского полка и батальона 6-го полка общей численностью около 2 тыс. человек;
4) группа капитана Э. Кадлеца в Мариинске в составе двух рот 7-го полка и трёх батарей 2-й артбригады общей численностью около 800 человек;
5) в районе Канск-Нижнеудинск группа подполковника Б. Ф. Ушакова в составе трёх рот ударного батальона, эшелона 2-го запасного полка и обозного эшелона 2-й дивизии общей численностью около 1 тыс. человек;
6) Владивостокская группа генерал-лейтенанта М. К. Дитерихса численностью около 14 000 человек.
21 апреля под давлением Германии нарком иностранных дел Г. В. Чичерин потребовал от Красноярского совета приостановить дальнейшее передвижение чехословацких эшелонов на восток. Легионеры восприняли это распоряжение как намерение советского правительства выдать их Германии и Австро-Венгрии как бывших военнопленных. Съезд чехословацких военных делегатов, прошедший в Челябинске 16—20 мая, решительно стал на позицию разрыва с большевиками и постановил прекратить сдачу оружия (к этому времени оружие ещё не было сдано тремя арьергардными полками в районе Пензы) и двигаться «собственным порядком» на Владивосток. 21 мая в Москве было отдано распоряжение о полном разоружении и расформировании чехословацких эшелонов. 25 мая это распоряжение было оформлено приказом наркомвоена Троцкого. 25—27 мая в нескольких пунктах нахождения чехословацких эшелонов (Марьяновка, Иркутск, Златоуст) произошли стычки с красногвардейцами, пытавшимися разоружить легионеров. Отразив первые нападения на свои эшелоны и перейдя в наступление, ЧСК овладел всей Сибирской (а также Алтайской) дорогой.
Во Владивостоке военнослужащими Чехословацкого корпуса, в мае 1918 года, ещё до создания государства Чехословакия был образован Морской отдел, первое чехословацкое военно-морское формирование. Отделу были приданы русские пароходы «Надёжный» и «Смельчак».
Быстрота, с какой рухнула на огромных территориях советская власть, образование новых региональных правительств (Омск, Самара, Владивосток, Екатеринбург), ориентировавшихся на прежних союзников (интервентов) и желавших создать вместе с ними новый фронт против немцев и большевиков, возбудили надежды, и, с согласия Антанты, основная часть ЧСК вернулась к Волге и Уралу для открытия военных действий против Германии, Австро-Венгрии и большевиков. Отсутствие ожидаемой поддержки со стороны государств Антанты, внутренний кризис в ЧСК и, самое главное — окончание Первой мировой войны победой некоторых стран Антанты, побудили ЧСК оставить антибольшевистский фронт в конце 1918 года.
1 февраля 1919 года ЧСК был переименован в Чехословацкую армию в России (ЧСА).

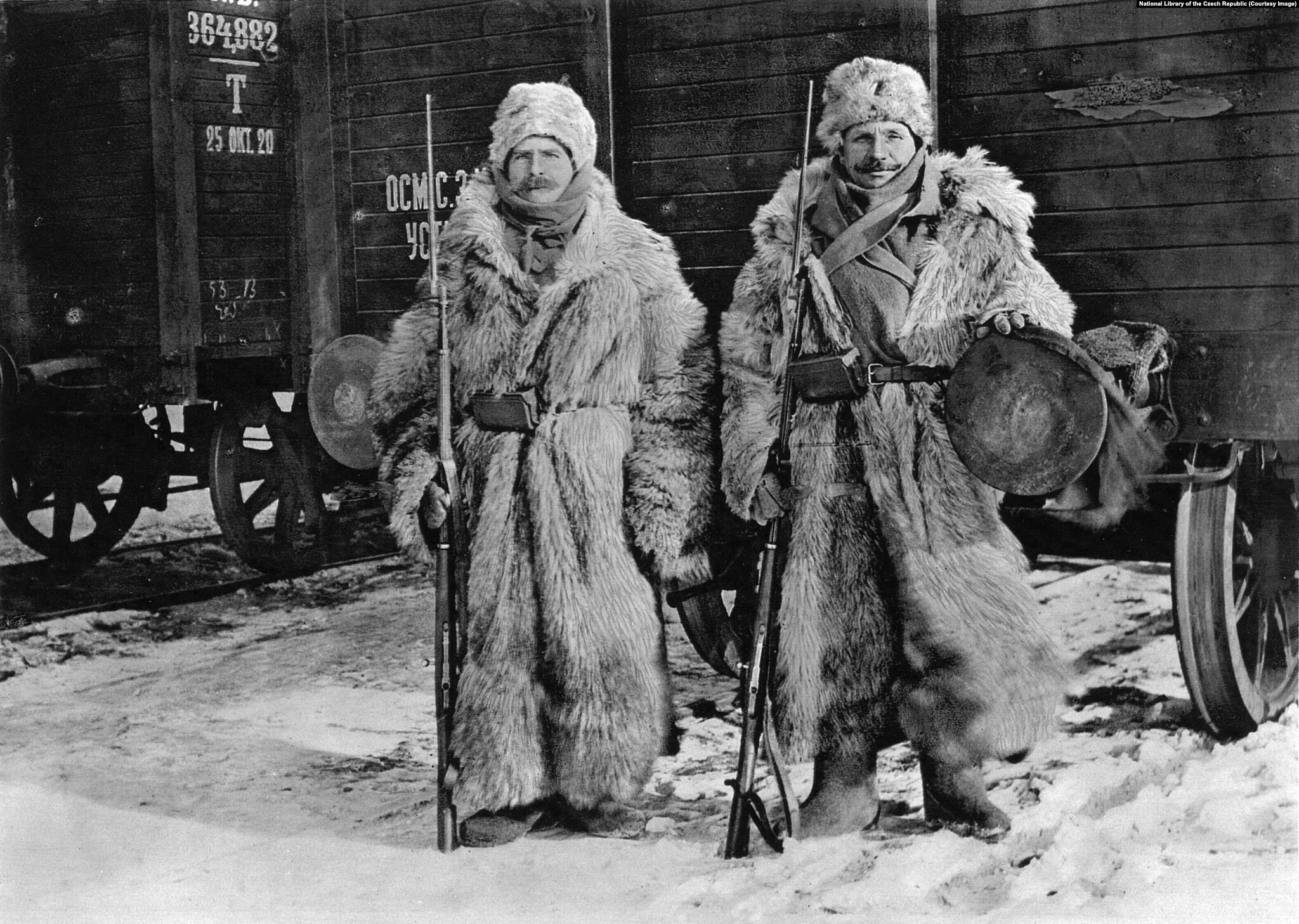
Легионеры Чехословацкого корпуса (возможна неправильная атрибуция, дата снимка не ранее 25 октября 1920 года, см. надпись на вагоне слева)

27 декабря 1919 года командование армии по решению представителей Антанты приняло на станции Нижнеудинск под свой контроль поезд с частью золотого запаса России. 15 января 1920 года чешское командование выдало эсеровско-меньшевистскому «Политцентру» адмирала Колчака и часть золотого запаса России. В начале 1920 года в Морской отдел были привлечены два новых судна — «Стрелок», использовавшийся в качестве тральщика, и «Доброволец». Корабли ходили под красно-белым флагом.
3 сентября 1920 года последние военнослужащие чехословацкого корпуса покинули Владивосток на американском военном транспорте «Хеффрон» (USAT Heffron). Три корабля были возвращены русским, а один передан японцам, сам же Морской отдел был распущен по возвращении чехо-словаков на родину.

«Эта была большая работа, в России, но замечательная; мы возвращались домой не с голыми руками, у нас было что-то настоящее, своё, наша чехословацкая армия, первая, настоящая, пускай экстерриториальная, часть нашего будущего государства».— Т. Масарик

## Состав
- управление (штаб)
- 1-я гуситская стрелковая дивизия
  - 1-й стрелковый Яна Гуса полк

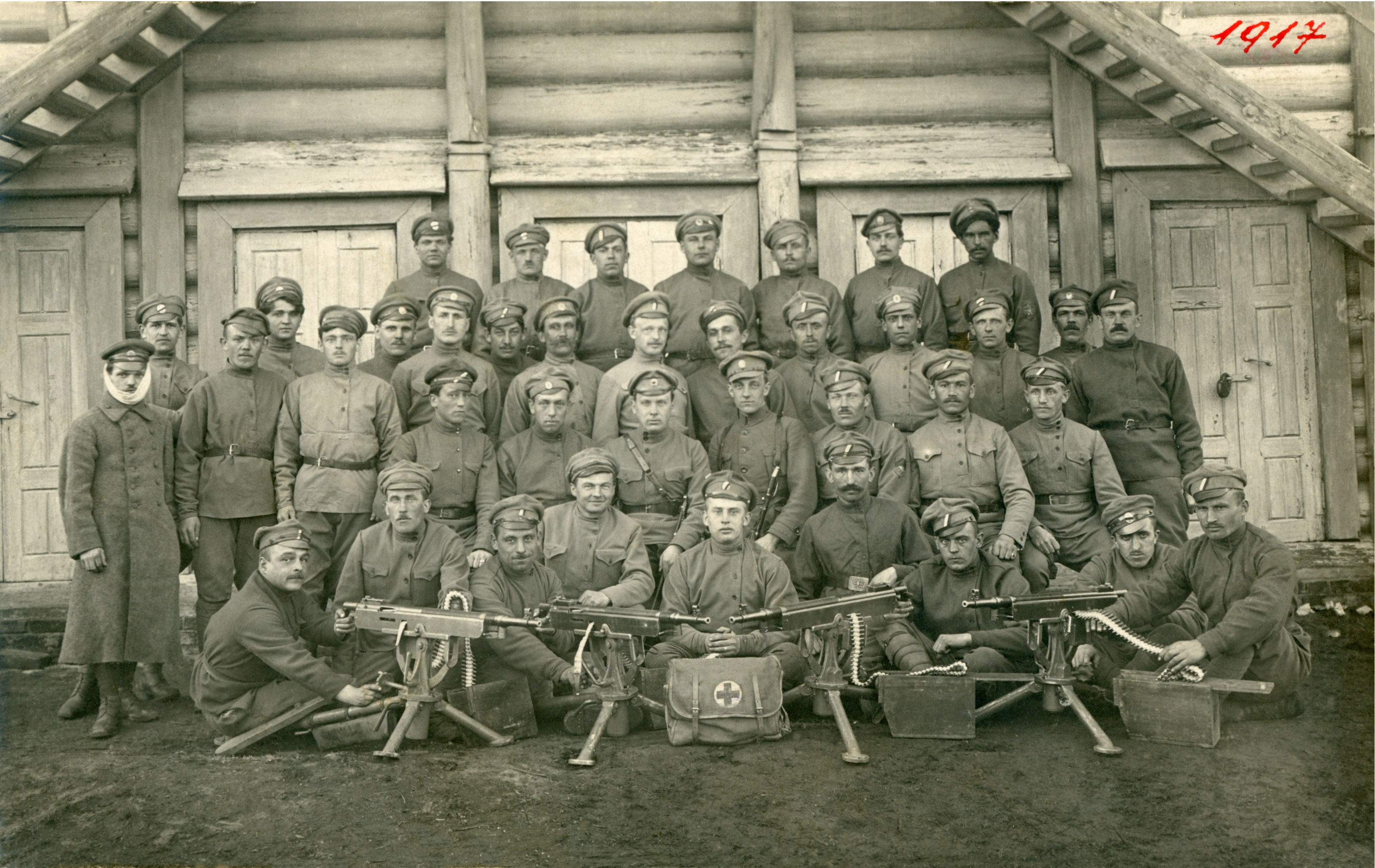
Чехословацкий корпус, 6-й стрелковый «Ганацкий» полк, 1917 год.

  - 2-й стрелковый Йиржи из Подебрад полк
  - 3-й стрелковый Яна Жижки из Троцнова полк
  - 4-й стрелковый Прокопа Великого полк
- 2-я стрелковая дивизия
  - 5-й стрелковый полк Пражский Фомы Масарика
  - 6-й стрелковый Ганацкий полк
  - 7-й стрелковый Татранский полк,
  - 8-й стрелковый Силезский полк.
- Запасная стрелковая бригада (два полка четырёхбатальонного состава и сапёрная полурота)

## Командование корпуса

### Командир
- 09.10.1917 — 01.09.1918 — генерал-майор (с 16.07.1918 генерал-лейтенант) В. Н. Шокоров
- 01.09.1918 — 09.1919 — генерал-майор Ян Сыровый

### Начальники штаба
- 03.1918 — 01.1919 — генерал-майор М. К. Дитерихс
- 1918—1921 —

## История корпуса
См. также Зборовское сражение (1917), Сражение под Бахмачем, Восстание Чехословацкого корпуса
- Июнь 1917 — Дислоцировался на Левобережной Украине, в районах Киева и Полтавы.
- 15 января 1918 — Корпус объявлен автономной частью французской армии.
- Март 1918 — Переведён в район Тамбова и Пензы.
- 26 марта 1918 — Советское правительство заявило о своей готовности содействовать эвакуации Корпуса через Владивосток при условии их лояльности.
- Апрель 1918 — Под давлением Германии наркоминдел Чичерин приказывает задержать эвакуацию Корпуса в Сибирь и на Дальний Восток.
- 2 мая 1918 — Верховный совет Антанты принял решение использовать корпус для борьбы с советской властью на Севере России и в Сибири.
- 25 мая 1918 — Наркомвоенмор Л. Д. Троцкий отдаёт приказ о полном разоружении чехословаков после событий на станции Челябинск[11].
- 25 мая 1918 — Части корпуса подняли организованный мятеж против Советской власти на всем пути следования.
- Конец 1919 — начало 1920 — Началась эвакуация Чехословацкого корпуса.
- 7 февраля 1920 — Между Советским правительством и командованием Чехословацкого корпуса подписано перемирие.
- 2 сентября 1920 — Последние части корпуса покинули Владивосток.

## Память
Соглашение между правительствами Российской Федерации и Чешской Республики о взаимном содержании военных захоронений было подписано 15 апреля 1999 года. Реализацией соглашения занимается ассоциация «Военные мемориалы».
Всего в рамках проекта чешского министерства обороны «Легионы 100» на территории России планируется установка 58 памятников белочехам.
Ввиду неоднозначности роли белочехов в истории России (террор войск Чехословацкого корпуса), инициативы по установке памятников часто приводят к протестам как общественных организаций, так и некоторых местных жителей.